# Guilherme IV de Hesse-Cassel
Guilherme IV de Hesse-Cassel (24 de junho de 1532 - 15 de agosto de 1592), também conhecido por Guilherme, o Sábio, foi o primeiro conde de Hesse-Cassel e fundador da dinastia mais antiga da Casa de Hesse que sobrevive até aos dias de hoje.

## Família
Guilherme era o terceiro filho do primeiro casamento do conde Filipe I de Hesse com a duquesa Cristina da Saxónia. Entre os seus irmãos estava o conde Jorge I de Hesse-Darmstadt, o conde Luís IV de Hesse-Marburgo e o conde Filipe II de Hesse-Rheinfels. Os seus avós paternos eram o conde Guilherme II de Hesse e a duquesa Ana de Mecklenburg-Schwerin. Os seus avós maternos eram o duque Jorge da Saxônia e a princesa Barbara Jagiellon.

## Hesse-Cassel
Após a morte do seu pai em 1567, o território de Hesse foi dividido entre os seus quatro filhos do primeiro casamento e Guilherme recebeu a área em volta da cidade de Kassel.
Guilherme teve um papel proeminente na defesa da Reforma Protestante e foi incansável no seu esforço de unir as diferentes facções do protestantismo contra o catolicismo. Contudo fez o possível para evitar conflitos militares durante este período.
Revelou uma energia rara no seu papel como administrador, publicando numerosas ordens, nomeando oficiais especialistas e tendo um talento especial para controlar os poucos fundos de que dispunha. Criou também uma lei de progenitura que impedia a divisão do seu território em heranças para que não acontecesse a mesma diminuição que sofreu o estado do seu pai.

## Trabalho astronómico
Guilherme é mais conhecido pelo seu apoio à arte e às ciências. Na sua juventude estabeleceu relações próximas com intelectuais e, como governante, manteve-as. Foi um pioneiro na pesquisa astronómica e é provável que deva grande parte da sua fama póstuma às descobertas que realizou neste ramo. A maioria das invenções mecânicas que tornaram os instrumentos de Tycho Brahe muito superiores aos dos seus contemporâneos, foram adoptadas em Kassel cerca de 1584 e, a partir dessa altura, as observações lá registadas parecem ter sido pelo menos tão correctas como as de Thycho.
O principal fruto das observações foi um catalogo de cerca de mil estrelas, cuja localização foi determinada por métodos normalmente usados no século XVI que ligavam uma estrela fundamental através de Vénus pelo sol, determinando assim a sua longitude e latitude, enquanto outras estrelas podiam ser ligadas à estrela fundamental em qualquer altura. Deve ser referido que os relógios, dos quais Thycho dependia pouco, eram muito usados em Kassel para determinar a diferença da ascensão correcta de Vénus e do sol antes do pôr-do-sol. Thycho preferia observar a distância angular entre o sol e Vénus quando este se encontrava visível de dia.
O catálogo de estrelas de Hesse foi publicado na Historia Coelestis de Lucius Barettus (Augsburg, 1668) e várias outras observações podem também ser encontradas no Coeli et siderum in eo errantium observationes Hassiacae (Leiden, 1618), editado por Willebrord Snell. R. Wolf, no seu Astronomische Mittheilungen, No. 45 (1878), num resumo dos manuscritos que ainda se encontram preservados em Kassel e que mostra bem os métodos usados nas observações da época.

## Casamento e descendência
Guilherme casou-se com a duquesa Sabina de Württemberg, filha do duque Cristóvão de Württemberg, no dia 11 de Fevereiro de 1566. Juntos tiveram onze filhos:
1. Ana Maria de Hesse-Cassel (27 de janeiro de 1567 – 21 de novembro de 1626), casada com o conde Luís II de Nassau-Saarbrücken; com descendência.
2. Edviges de Hesse-Cassel (30 de junho de 1569 – 7 de julho de 1644), casada com o duque Ernesto de Holstein-Schauenburg; sem descendência.
3. Inês de Hesse-Cassel (30 de junho de 1569 – 5 de setembro de 1569), morreu aos dois meses de idade.
4. Sofia de Hesse-Cassel (10 de junho de 1571 – 18 de janeiro de 1616), morreu aos quarenta e quatro anos; sem descendência.
5. Maurício I de Hesse-Cassel (25 de maio de 1572 - 15 de março de 1632), casado primeiro com a condessa Inês de Solms-Laubach; com descendência. Casou-se depois com Juliana de Nassau-Dillenburg; com descendência.
6. Sabina de Hesse-Cassel (12 de maio de 1573 - 29 de novembro de 1573); morreu aos seis meses de idade.
7. Sidónio de Hesse-Cassel (29 de junho de 1574 - 4 de abril de 1575), morreu aos nove meses de idade.
8. Cristiano de Hesse-Cassel (14 de outubro de 1575 - 9 de novembro de 1578), morreu aos três anos de idade.
9. Isabel de Hesse-Cassel (11 de maio de 1577 - 25 de novembro de 1578), morreu aos dezoito meses de idade.
10. Cristina de Hesse-Cassel (19 de outubro de 1578 - 19 de agosto de 1658), casada com o duque João Ernesto de Saxe-Eisenach; sem descendência.
11. Juliana de Hesse-Cassel (nascida e morta a 9 de fevereiro de 1581)

Além destes, Guilherme teve também alguns filhos ilegítimos, sendo o mais conhecido Philipp von Cornberg, o filho que teve de Elisabeth Wallenstein. Philipp foi elevado à nobreza pelo seu pai e é um antepassado dos barões von Cornberg.

## Genealogia
| Guilherme IV de Hesse-Cassel | Pai: Filipe I de Hesse   | Avô paterno: Guilherme II de Hesse       | Bisavô paterno: Luís II do Baixo Hesse       |
| Guilherme IV de Hesse-Cassel | Pai: Filipe I de Hesse   | Avô paterno: Guilherme II de Hesse       | Bisavó paterna: Matilde de Württemberg-Urach |
| Guilherme IV de Hesse-Cassel | Pai: Filipe I de Hesse   | Avó paterna: Ana de Mecklenburg-Schwerin | Bisavô paterno: Magnus II de Mecklemburgo    |
| Guilherme IV de Hesse-Cassel | Pai: Filipe I de Hesse   | Avó paterna: Ana de Mecklenburg-Schwerin | Bisavó paterna: Sofia da Pomerania-Stettin   |
| Guilherme IV de Hesse-Cassel | Mãe: Cristina da Saxónia | Avô materno: Jorge da Saxônia            | Bisavô materno: Alberto III da Saxónia       |
| Guilherme IV de Hesse-Cassel | Mãe: Cristina da Saxónia | Avô materno: Jorge da Saxônia            | Bisavó materna: Sidónia da Boémia            |
| Guilherme IV de Hesse-Cassel | Mãe: Cristina da Saxónia | Avó materna: Bárbara da Polónia          | Bisavô materno: Casimiro IV da Polónia       |
| Guilherme IV de Hesse-Cassel | Mãe: Cristina da Saxónia | Avó materna: Bárbara da Polónia          | Bisavó materna: Isabel da Áustria            |